# S/2003 (5381) 1
S/2003 (5381) 1 est un petit astéroïde Aton, satellite naturel de (5381) Sekhmet.
Il mesurerait environ 300 mètres et serait en orbite à environ 1,5 kilomètre de Sekhmet.